# Velatio crucis
(Sant'Agostino)

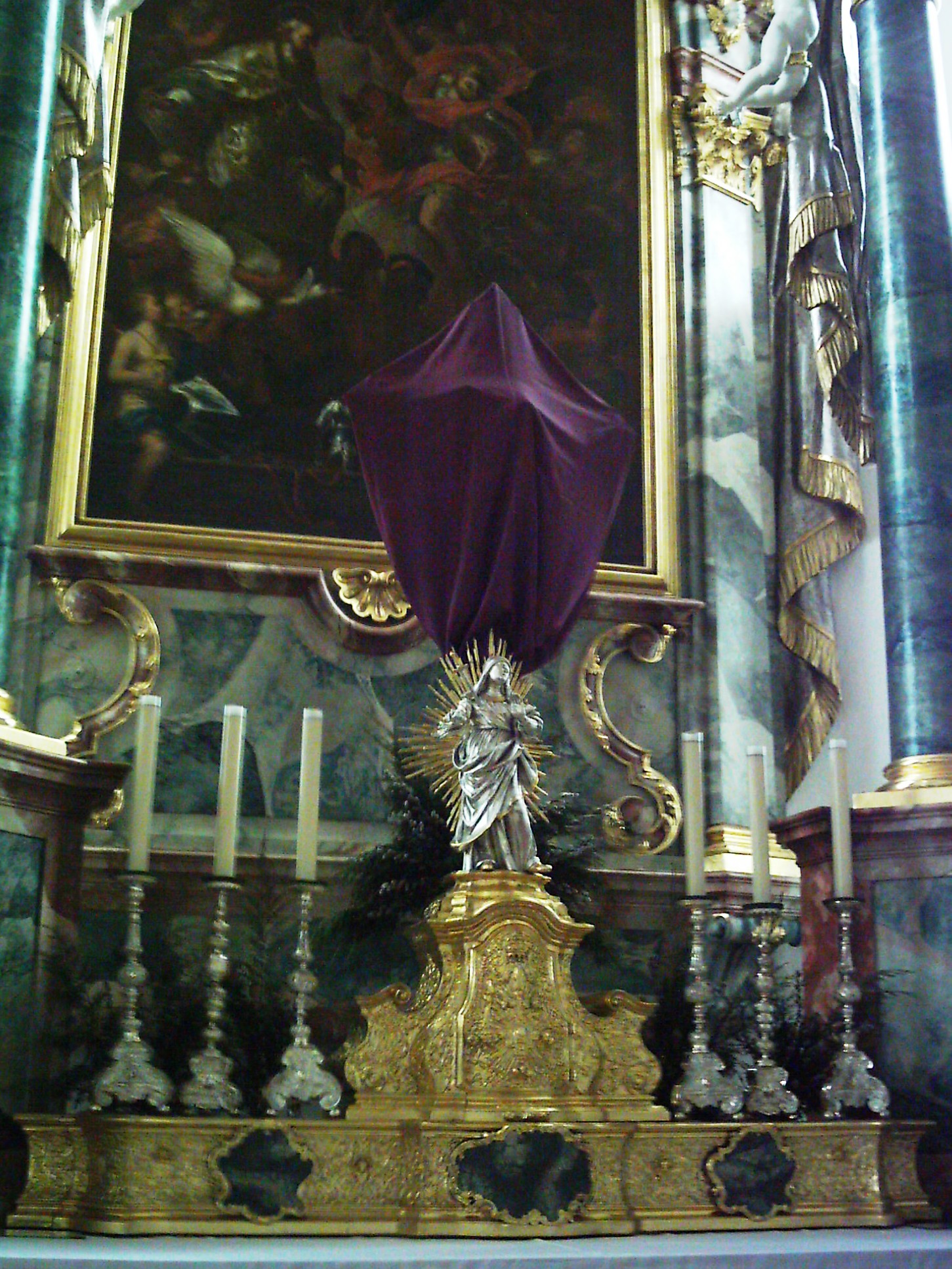
Crocifisso velato durante il tempo di Passione

La Velatio crucis è la locuzione latina di una pratica della liturgia cattolica consistente nel "velare" (col senso di coprire, occultare) con tessuti violacei il crocifisso durante il tempo di Passione (a partire dalla V domenica di Quaresima). Secondo la circolare Paschalis sollemnitatis del 6 gennaio 1988 il Giovedì santo il velo può essere anche di colore rosso.

## Normativa
Il Messale Romano nell'edizione più recente, quella del 2002, dichiara:
"Usus cooperiendi cruces et imagines per ecclesiam ab hac dominica servari potest, de iudicio Conferentiae Episcoporum. Cruces velatae remanent usque ad expletam celebrationem Passionis Domini, feria VI Hebdomadae sanctae, imagines vero usque ad initium Vigiliae paschalis."
Nella versione ufficiale italiana, 
"L'Ordinario del luogo può disporre che sia conservato l'uso di velare le croci e le immagini all'interno delle chiese dalla V domenica di Quaresima. Le croci rimangono velate fino alla celebrazione della Passione del Signore, il Venerdì Santo, mentre le immagini fino all'inizio della Veglia Pasquale".

## Storia
Secondo Alessandro Scaccianoce, l'origine della tradizione si avvicina al IX secolo, col significato di allontanare i fedeli dalle immagini sacre ed espiare meglio, così, i propri peccati, secondo un processo di purificazione in previsione della Pasqua.
Edward McNamara attribuisce a Mario Righetti l'opinione che si tratti di un retaggio dell'allontanamento dei penitenti pubblici dalla partecipazione all'eucaristia, ricordato poi simbolicamente per tutti con un grande panno che li escludeva dalla visione dell'altare. Per analogia venivano nascosti alla vista dei fedeli le croci e le immagini dei santi, fino alla celebrazione della vittoria di Cristo sulla morte e il peccato nella Pasqua,
Il Caeremoniale Episcoporum del 1700 dà per la prima volta la norma sulla durata della "velatio", norma che non appare nel Messale Romano originale del 1570, ma che in edizioni successive appare dopo il testo della messa di sabato della quarta settimana di Quaresima: "Finita la Messa e prima dei Vespri si coprono le croci e le immagini in tutta la chiesa, e rimangono coperte, le Croci fino a quando il celebrante non abbia terminato l'adorazione della Croce il Venerdì Santo, le immagini fino all'intonazione dell'Inno Angelico il Sabato Santo".
In considerazione delle modifiche della liturgia della Settimana Santa introdotte dal papa Pio XII, questo testo è stato modificato leggermente nell'ultima edizione (1962) del Messale Romano tridentino: Expleta Missa, cooperiuntur cruces et imagines per ecclesiam; quae coopertae manent, cruces quidem usque ad expletam per celebrantem Crucis adorationem in feria VI in Passione et Morte Domini, imagines vero usque ad intonatum hymnum angelicum in Missa Vigiliae paschalis.
Nella lettera circolare Paschalis sollemnitatis del 16 giugno 1988, la Congregazione per il culto divino e la disciplina dei sacramenti ha ricordato la relativa norma citando il testo contenuto nelle edizioni del Messale Romano pubblicate dopo il Concilio ecumenico Vaticano II.

## Rito ambrosiano
Nel Rito ambrosiano questa pratica è estesa a tutto il periodo della Quaresima.